# Centre d'enregistrement et de révision des formulaires administratifs
Pour les articles homonymes, voir CERFA.
Le Centre d'enregistrement et de révision des formulaires administratifs, couramment abrégé par l'acronyme Cerfa, était un organisme public français créé par une circulaire du 18 juillet 1966, ayant pour vocation la mise en place et la modification de tous les documents officiels utiles à la communication avec les administrations et pouvoirs publics.

## Histoire et missions
Le Cerfa était initialement une division de l'Insee, puis il a été rattaché au Secrétariat général du gouvernement par un décret du 16 novembre 1976 avant d'être fondu dans une commission pour les simplifications administratives instituée par un décret du 2 décembre 1998. Ses missions relèvent[pas clair] maintenant[Depuis quand ?] de la direction interministérielle de la Transformation publique.
Le décret no 98-1083 du 2 décembre 1998 relatif aux simplifications administratives définit, depuis sa modification de 2001, les formulaires de la manière suivante : « tous les documents, quels qu'en soient la présentation et le support, y compris électronique, permettant à un usager d'accomplir une démarche administrative ».
Les dispositions des articles L. 112-8 et suivants du code des relations entre le public et l'administration ouvrent le droit à l'utilisation de formulaires électroniques dans l'administration et notamment à l'utilisation de documents pré-imprimés à partir des fichiers PDF téléchargeables via le site service-public.fr.
Les formulaires cerfa devraient disparaître à l'horizon 2030 selon les souhaits de Bruno Le Maire émis en mars 2024, après une première vague de simplification d'ici 2026 où « 80 % des Cerfa seront préremplis par l'administration ».

## Documents cerfa
Par extension, un cerfa ou un CERFA est un des formulaires mis au point par cette administration. Selon le domaine d'exercice, on pourra désigner par Cerfa les documents suivants :
Santé
- Le carnet de santé, cerfa no 61/2087.
- La feuille de soins, cerfa no 12541[6].
- Demande ou renouvellement de prestations Handicap, auprès d'une MDPH, cerfa 15692*01

Urbanisme
- Le formulaire de demande de déclaration préalable de travaux, cerfa no 13404[7].
- Le formulaire de demande de permis de démolir, cerfa no 13405[8].
- Le formulaire de demande de déclaration réglementaire d'ouverture de chantier (ou DROC), cerfa no 13407.
- Le formulaire de demande de permis de construire, cerfa no 13409[9].

Droit du travail
- Le formulaire de déclaration préalable de coordination d'opérations de bâtiment et de génie civil, cerfa no 13630[10].

## Sigle et numéro
Afin que les usagers puissent reconnaître aisément les questionnaires et formulaires enregistrés au CERFA, un sigle spécifique est utilisé en plus du numéro d'ordre attribué. Le sigle est composé de l'inscription « cerfa » dans un ovale de couleur.

### Couleur
L'ovale et le numéro associé sont de la couleur de l'encre d'impression du document, les lettres « cerfa » à l'intérieur de l'ovale restant de la couleur du papier utilisé.

### Dimension et disposition de l'ensemble sigle-numéro
L'ovale a un grand diamètre de 14 mm et un petit diamètre de 7 mm. Le numéro est centré sous le sigle à 1,5 mm de celui-ci. Les caractères employés pour le numéro sont des linéales demi-gras de 1,5 mm de hauteur.

### Emplacement
L'ensemble sigle-numéro figure dans l'en-tête de chaque formulaire et questionnaire.